# Monteregio di Massa Marittima rosso
Il Monteregio di Massa Marittima rosso è un vino DOC la cui produzione è consentita nella provincia di Grosseto.

## Caratteristiche organolettiche
- colore: rosso rubino di buona intensità
- odore: vinoso, fruttato
- sapore: secco

## Produzione
Provincia, stagione, volume in ettolitri
- Grosseto  (1994/95)  2698,98
- Grosseto  (1995/96)  1684,02
- Grosseto  (1996/97)  3110,17